# Louis Munteanu
Louis Munteanu (Vaslui, 16 giugno 2002) è un calciatore rumeno, attaccante del CFR Cluj, della nazionale rumena e della nazionale rumena under-21, di cui è capitano.

## Carriera

### Club

#### Giovanili e l'esordio da professionista
Cresciuto nei settori giovanili di LPS Vaslui e Academia Hagi, ha esordito fra i professionisti il 27 ottobre 2019, disputando con la maglia del Viitorul Costanza l'incontro di Liga I perso per 3-2 contro la Dinamo Bucarest. Realizza la sua prima rete nella massima divisione rumena il 1º novembre seguente, nell'incontro vinto per 3-0 contro il Chindia Târgoviște.

#### Fiorentina
Il 18 settembre 2020 viene acquistato dalla Fiorentina. Aggregato alla formazione Primavera, nell'arco di due stagioni viene spesso convocato con la prima squadra, seppur rimanendo sempre in panchina. Con la squadra giovanile conta 30 presenze con 13 reti in due stagioni dove ha vinto una Coppa Italia e una Supercoppa Primavera.

#### Prestito al Farul Costanza
Il 15 agosto 2022 fa ritorno in patria, nella squadra in cui è cresciuto, venendo ceduto in prestito al Farul Costanza,, la nuova società nata dalla fusione con il Viitorul Costanza. Vince lo scudetto dopo una stagione in cui è risultato tra i protagonisti della squadra con 26 presenze e 10 reti realizzate, tra cui quella della matematica vittoria del campionato.
Dopo aver svolto la preparazione estiva con la Fiorentina, il 18 agosto 2023 viene rinnovato il prestito per un'altra stagione.

#### CFR Cluj
Il 31 luglio 2024 viene ceduto a titolo definitivo al CFR Cluj.

### Nazionale
Ha rappresentato le nazionali giovanili rumene a tutti i livelli. A marzo 2023, complice la buona stagione in patria, è stato convocato in prima squadra senza però esordire nelle due gare contro Andorra e Bielorussia.
Nel mese di giugno 2023 ha giocato da titolare le tre partite del girone eliminatorio agli Europei Under 21.
Il 12 ottobre 2023 esordisce in nazionale maggiore nel pareggio per 0-0 contro Bielorussia.

## Statistiche

### Presenze e reti nei club
Statistiche aggiornate al 19 agosto 2023.
| Stagione                 | Squadra                  | Campionato               | Campionato | Campionato | Coppe nazionali | Coppe nazionali | Coppe nazionali | Coppe continentali | Coppe continentali | Coppe continentali | Altre coppe | Altre coppe | Altre coppe | Totale | Totale |
| Stagione                 | Squadra                  | Comp                     | Pres       | Reti       | Comp            | Pres            | Reti            | Comp               | Pres               | Reti               | Comp        | Pres        | Reti        | Pres   | Reti   |
| ------------------------ | ------------------------ | ------------------------ | ---------- | ---------- | --------------- | --------------- | --------------- | ------------------ | ------------------ | ------------------ | ----------- | ----------- | ----------- | ------ | ------ |
| 2019-2020                | Viitorul Costanza        | L1                       | 9+10       | 3+0        | CR              | 0               | 0               | UEL                | 0                  | 0                  | -           | -           | -           | 19     | 3      |
| ago. 2020                | Viitorul Costanza        | L1                       | 2          | 0          | CR              | -               | -               | -                  | -                  | -                  | -           | -           | -           | 2      | 0      |
| Totale Viitorul Costanza | Totale Viitorul Costanza | Totale Viitorul Costanza | 21         | 3          |                 | 0               | 0               |                    | 0                  | 0                  |             | -           | -           | 21     | 3      |
| set. 2020-2021           | Fiorentina               | A                        | 0          | 0          | CI              | 0               | 0               | -                  | -                  | -                  | -           | -           | -           | 0      | 0      |
| 2021-2022                | Fiorentina               | A                        | 0          | 0          | CI              | 0               | 0               | -                  | -                  | -                  | -           | -           | -           | 0      | 0      |
| Totale Fiorentina        | Totale Fiorentina        | Totale Fiorentina        | 0          | 0          |                 | 0               | 0               |                    | -                  | -                  |             | -           | -           | 0      | 0      |
| 2022-2023                | Farul Costanza           | L1                       | 19+10      | 4+6        | CR              | 0               | 0               | -                  | -                  | -                  | -           | -           | -           | 29     | 10     |
| 2023-2024                | Farul Costanza           | L1                       | 24+10      | 5+7        | CR              | 0               | 0               | UECL               | 2                  | 0                  | -           | -           | -           | 36     | 12     |
| Totale Farul Costanza    | Totale Farul Costanza    | Totale Farul Costanza    | 64         | 22         |                 | 0               | 0               |                    | 2                  | 0                  |             | -           | -           | 66     | 22     |
| Totale carriera          | Totale carriera          | Totale carriera          | 84         | 25         |                 | 0               | 0               |                    | 2                  | 0                  |             | -           | -           | 86     | 25     |

### Cronologia presenze e reti in nazionale
| Cronologia completa delle presenze e delle reti in nazionale ― Romania | Cronologia completa delle presenze e delle reti in nazionale ― Romania | Cronologia completa delle presenze e delle reti in nazionale ― Romania | Cronologia completa delle presenze e delle reti in nazionale ― Romania | Cronologia completa delle presenze e delle reti in nazionale ― Romania | Cronologia completa delle presenze e delle reti in nazionale ― Romania | Cronologia completa delle presenze e delle reti in nazionale ― Romania | Cronologia completa delle presenze e delle reti in nazionale ― Romania |
| Data                                                                   | Città                                                                  | In casa                                                                | Risultato                                                              | Ospiti                                                                 | Competizione                                                           | Reti                                                                   | Note                                                                   |
| ---------------------------------------------------------------------- | ---------------------------------------------------------------------- | ---------------------------------------------------------------------- | ---------------------------------------------------------------------- | ---------------------------------------------------------------------- | ---------------------------------------------------------------------- | ---------------------------------------------------------------------- | ---------------------------------------------------------------------- |
| 12-10-2023                                                             | Budapest                                                               | Bielorussia                                                            | 0 – 0                                                                  | Romania                                                                | Qual. Euro 2024                                                        | -                                                                      | 77’                                                                    |
| Totale                                                                 |                                                                        | Presenze                                                               | 1                                                                      |                                                                        | Reti                                                                   | 0                                                                      |                                                                        |

## Palmarès

### Club

#### Competizioni giovanili
- Coppa Italia Primavera: 1

Fiorentina: 2020-2021
- Supercoppa Primavera: 1

Fiorentina: 2021

#### Competizioni nazionali
- Campionato rumeno: 1

Farul Costanza: 2022-2023
- Coppa di Romania: 1

CFR Cluj: 2024-2025

### Individuale
- Capocannoniere del campionato rumeno: 1

2024-2025 (22 reti)